# Emma, l'entremetteuse
Pour les articles homonymes, voir Emma.
Ne doit pas être confondu avec Emma (téléfilm, 1996).
Pour plus de détails, voir Fiche technique et Distribution.
Emma, l'entremetteuse (Emma) est un film américano-britannique de Douglas McGrath sorti en 1996, tiré du roman Emma, de Jane Austen, situé dans l'Angleterre georgienne.

## Synopsis
Emma Woodhouse (Gwyneth Paltrow) est une jeune, jolie et riche aristocrate qui vit dans une petite ville d'Angleterre avec son père (Denys Hawthorne), au début du XIXe siècle. Égocentrique mais dotée d'un bon cœur, la jeune femme rencontre Harriet Smith (Toni Collette), une jeune fille de condition modeste. Les deux femmes sympathisent et Emma prend immédiatement Harriet sous son aile. Décidée à lui trouver un mari, elle s'entête à lui présenter des hommes qui ne sont pas de son rang. En même temps, elle se montre hautaine avec d'autres personnes de son entourage. Son père, hypocondriaque, ne l'aide pas à se remettre en question. Sa rencontre avec un certain Franck Churchill (Ewan McGregor) va conforter la jeune femme dans son comportement.
Fort heureusement pour Emma, un ami de longue date, Mr. Knightley (Jeremy Northam) ne l'épargne pas. Grâce à ses remarques, il va faire prendre conscience à Emma de ses erreurs. Voulant bien faire, cette dernière va essayer de jeter son amie Harriet dans les bras de Mr. Knightley, avant de réaliser qu'elle est amoureuse de son ami.

## Fiche technique
- Réalisation : Douglas McGrath

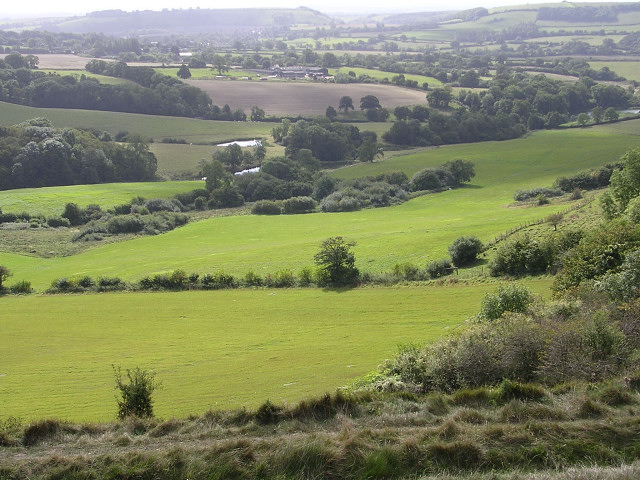
De nombreux lieux de tournages se situent dans le Dorset.

- Scénario : Douglas McGrath, d'après Jane Austen
- Musique : Rachel Portman
- Montage : Lesley Walker
- Photographie : Ian Wilson
- Direction artistique : Joshua Meath-Baker, Sam Riley
- Décors : Totty Whately
- Costumes: Ruth Myers
- Production : Patrick Cassavetti et Steven Haft
- Pays de production :  États-Unis,  Royaume-Uni
- Langue originale : anglais
- Genre : comédie romantique
- Format : couleur
- Durée : 121 minutes
- Dates de sortie :
  - États-Unis : 2 août 1996
  - France : 28 mai 1997

## Distribution
- Gwyneth Paltrow (VF : Claire Keim ; VQ : Natalie Hamel-Roy) : Emma Woodhouse
- Toni Collette (VF : Marie-Laure Dougnac ; VQ : Violette Chauveau) : Harriet Smith
- Alan Cumming (VF : Bernard Alane ; VQ : Joël Legendre) : le révérend Elton
- Ewan McGregor (VF : Alexandre Gillet ; VQ : Gilbert Lachance) : Franck Churchill
- Jeremy Northam (VF : Renaud Marx ; VQ : Pierre Auger) : M. Knightley
- Greta Scacchi (VF : Emmanuèle Bondeville ; VQ : Nathalie Coupal) : Mme Weston
- Juliet Stevenson (VF : Josiane Pinson ; VQ : Élise Bertrand) : Mme Elton
- Polly Walker : Jane Fairfax
- James Cosmo (VF : Max André) : M. Weston
- Denys Hawthorne (VF : Marc Cassot ; VQ : Yves Massicotte) : M. Woodhouse
- Sophie Thompson (VF : Dany Laurent) : Miss Bates
- Phyllida Law (VQ : Lisette Dufour) : Mlle Bates
- Kathleen Byron (VF : Maria Tamar) : Mme Goddard
- Edward Woodall (VF : François Huin) : M. Robert Martin
- Angela Down (VQ : Madeleine Arsenault) : Mme Cole

Source et légende : Version québécoise (VQ) sur Doublage Québec.